# Zlatarsko jezero
Zlatarsko jezero (cyr. Златарско језеро) – zbiornik zaporowy w Serbii. Powstał poprzez spiętrzenie wód rzeki Uvac.

## Charakterystyka
W całości leży w okręgu zlatiborskim, na terenie gminy Nova Varoš. Jego powierzchnia wynosi 7,2 km², maksymalna głębokość to 75 m, a całkowita pojemność to 273 milionów m³. Zaporę wzniesiono we wsi Kokin Brod. Jej wysokość wynosi 83 metry. Budowa całego kompleksu wraz z turbinami elektrowni wodnej trwała w latach 1953–1966. Nad jeziorem leżą następujące miejscowości: Kokin Brod, Vraneša, Burađa, Amzići, Vilovi i Debelja.